# Maria Dąbrowska
Maria Dąbrowska   (Russów, 6 d'octubre de 1889 - Varsòvia, 19 de maig de 1965) va ser una escriptora, novel·lista, periodista i dramaturga polonesa. És reconeguda per la seva novel·la històrica Noce i dnie (Dies i Nits), escrita entre 1932 i 1934, que va ser portada al cinema. També va escriure el recull de narracions Znaki życia (‘Els signes de la vida’, 1938) i la novel·la històrica Stanisłav i Bogumił (1945), sobre la Polònia del segle xvii.
Va ser guardonada amb el prestigiós Premi d'Or de l'Acadèmia de Literatura de Polònia el 1935 i va ser nominada fins a quatre ocasions al Premi Nobel de Literatura. La seva obra reflecteix en gran part el dramàtic context històric del seu país durant la seva vida.